# Conferry
Conferry (Consolidada de Ferrys C.A.) es una empresa naviera venezolana que opera servicios de pasajeros y carga a las islas de Margarita y Coche. Fue fundada bajo el nombre de Naviesca por el empresario local Rafael Tovar en 1959.Actualmente es presidida por Roigar López Rivas. 
Actualmente es propiedad de Bolipuertos y el estado venezolano, desde el 26 de septiembre de 2011 fue expropiada por el presidente Hugo Chávez. Opera en los puertos de Puerto La Cruz, Punta de Piedras, Guanta, La Guaira, Isla de Coche y el puerto internacional de Guamache, la oficina principal de Conferry se encuentra en Plaza Venezuela, Caracas.
Actualmente Conferry Solo posee 1 Buque activo con 1 frecuencia desde el puerto de Guanta hacia Punta de Piedras

## Rutas
Conferry opera rutas a través del Mar de Caribe.
- Punta de Piedras - Puerto La Cruz
- Punta de Piedras - Guanta
- Punta de Piedras - Isla de Coche
- Punta de Piedras - La Guaira

## Flota
| Nombre                    | Construido | Inicio de servicio | Arqueo    | Notas | Referencias |
| ------------------------- | ---------- | ------------------ | --------- | --- | ----------- |
| HSC Virgen de Coromoto    | 2004       | 2014               | 6,242 GRT | Fuera de servicio desde 2015 | [ 4 ]       |
| HSC San Francisco de Asís | 2001       | 2014               | 5,889 GRT | Fuera de servicio desde 2014 | [ 5 ]       |
| HSC Virgen del Valle II   | 2001       | 2013               | 8,397 GRT | Único Operativo | [ 6 ]       |
| MS María Rosario          | 1978       | 2006               | 2,736 GRT | Fuera de servicio. En 2020 se hundió en Bahía de Pozuelos, Actualmente Hundido y Desmantelado                                   | [ 7 ]       |
| HSC Lilia Concepción      | 2002       | 2002               | 5,992 GRT | Fuera de servicio.En 2022 este ferry fue desguazado.                                                                            | [ 9 ]       |
| MS Cacica Isabel          | 1979       | 1979               | 2,640 GRT | Fuera de servicio. En 2019 se hundió en Puerto Cabello y actualmente está en proceso de desguace.                               | [ 11 ]      |
| MS Concepción Mariño      | 1978       | 1978               | 2,635 GRT | Fuera de servicio. Encallado en la Bahía de Pozuelos.Actualmente este ferry esta desmantelado y retirado y vendido por chatarra | [ 12 ]      |

### Flota histórica
- Aldonza Manrique
- Angostura
- Caroní
- Colón
- Doña Juana (Hundido en Puerto La Cruz)
- El Margariteño
- La Goleta (hundido en la Bahía de El Guamache)
- Macanao
- María Guevara (hundido en la Bahía de El Guamache)
- Santa Ana (Incendiado frente a la costa de la Isla de Cubagua)
- Santa Margarita I
- Santa Margarita II (Naufragó cerca de Cumaná frente a la boca del Golfo de Cariaco y aún se desconoce su paradero)
- Santa Rita
- Virgen del Valle I (Incendiado en Puerto La Cruz)
- HSC Carmen Ernestina (Hundido en Puerto La Cruz, luego reflotado y desguazado)
- HSC Tallink Autoexpress II (Hundido en Guanta, luego reflotado y desguazado)
- HSC Margarita Express
- MS Rosa Eugenia (Hundido en Puerto La Cruz, actualmente desmantelado y retirado y vendido por chatarra)

### Polémicas y conflictos por corrupción
Después de ser expropiada la empresa Conferry en 2011, se informó el 25 de enero de 2013 la llegada de tres ferris  por intermedio de la presidenta de Conferry Contralmirante Rosana González, que  confirmaba negociación de la naviera para la compra de nuevos barcos con garantía de un año y una vida útil de 35 años. fabricados en Grecia en el 2012 de la naviera griega Tsokos Lines. confirmada el 26 de abril del 2013 por Elsa Gutiérrez presidenta de la naviera.
El repentino cambio de gobierno por la muerte de Hugo Chávez, asumiendo Nicolás Maduro hizo un giro en los contratos con la compra a tres ferris españoles con doce años de antigüedad recién pintados y con una serie de siniestros por intermedio del ministro Herbert García Plaza, para ello se nombró una comisión que avaló la compra de los buques a ojos cerrados, sin embargo tenían desperfectos en el aire acondicionado, fugas de aceite y fallas de motor, se canceló una suma para arreglar cada uno de esos detalles en los tres barcos.  Se inició una investigación y determinaron un sobreprecio lo cual generó pérdida al patrimonio del Estado, delito en que cayeron los 13 de la comisión y el Mayor General García Plaza que fue solicitado ante la interpol por su ausencia en el país
Los trece implicados:
- Antonio González Martínez (Vicepresidente de Bolipuertos)
- Emiliano Sánchez (Técnico)
- José Vicente López
- Armando Larrazabal (Ingeniero naval)
- Gustavo Bustamante (Inspector naval)
- Wilfredo Urbáez (Inspector naval)
- Luis Ojeda (Capitán de Navío, jefe de la Comisión y asesor de Bolipuertos)
- Alberto Montilla (Abogado especialista en negocio marítimo)
- Luis Emiro Pagua (Inspector naval)
- Carlos Duarte Barrios
- Héctor Gómez Brito
- Víctor Sánchez Caraballo
- Luis Granados

Los buques involucrados fueron: El buque San Francisco de Asís fue comprado a la empresa Balearia Eurolíneas Marítimas S.A. por 15.771.882 euros construido en el año 2001 en Italia. El Virgen del Valle II se lo compraron a Europa Ferrys C.A. por un monto de 15.814.873,58 euros construido en Australia en el 2001. El Virgen de Coromoto lo negoció Bolipuertos a Larouzio Shipping Company Limited por la suma de 14.142.343 euros construido en Australia en el 2004, todos propiedad de empresas españolas.